# Új Termés
Az Új Termés, ill. Új termés – könyvsorozatok elnevezése.

## Története
Az Új Termés a Magvető Könyvkiadó által kétszer útnak indított szépirodalmi sorozat, amely fiatal magyar írók műveit adta közre.
Az első Új Termés 1961-1969 között jelent meg, 8 év alatt mintegy 60 kötetet adott közre.
A második, rövid életű sorozat (Új termés) keretében 1989-1992 között 1 próza- (ISSN 0864-8611) és 6 verseskötet (ISSN 0864-7518) jelent meg.

## Új Termés(1961-1969)

### 1961
- Gáll István: Patkánylyuk. Kisregény
- Gyurkó László: Bűnösök. Kisregény
- Szakonyi Károly: Középütt vannak a felhők
- Papp Lajos: Friss szélben
- Berkes Péter: Hajnal előtt
- Varga Imre: Bicegő próféta
- Zágoni Ferenc: Boldog nyár. Kisregény
- Imre Gábor–Bojcsuk Vladimir: Mairelandi veszedelem
- Gerelyes Endre: Kövek között
- Havas Ervin: Sorok a feledés ellen

### 1962
- Kiss Dénes: Porba rajzolt szobafalak
- Csongor Rózsa: Hétköznapi emberek
- Fodor Gábor: A boldogság udvara
- Hámori Ottó: Meredek utca
- Simai Mihály: A virradat vitorlái
- Sándor Iván: Az R. 34-es repülőjárat. Tragikus játék
- Baranyi Ferenc: Villámok balladája
- Solymár József: Megöltek egy leányt
- Baráth Lajos: Ember fehér bottal
- Simor András: Tereld a felhőket!

### 1963
- Gergely Ágnes: Ajtófélfámon jel vagy
- Simon Emil: Lavina
- Sipkay Barna: Messzi harangszó
- Soós Zoltán: Napébresztő
- Tuli József: Bocsánatos bűn
- Jávor Ottó: Rossz káderek
- Végh Antal: Korai szivárvány
- Kemény Dezső: Címe nincs

### 1964
- Arató Károly: Utcai közjáték
- Sobor Antal: Ég alatt kanyargó utak
- Herczegh László: Bern, éjszaka. Regény
- Gyárfás Endre: Partközelben
- Elek Judit: Ébredés
- Lázár István: Angliai vakáció

### 1965
- Kis Ervin: Vallomás és körülmények. Regény
- Horgas Béla: Nevetni, sírni
- Békési Gyula: Hazatalálni
- Fazekas László: A megvallatott gyermekkor
- Ágh István: Szabad-e énekelni?
- Simonffy András: Lázadás reggelig
- Polgár András: Vakrepülés

### 1966
- Parancs János: Portölcsér
- Bella István: Szaggatott világ
- Raffai Sarolta: Részeg virágzás
- Ratkó József: Félelem nélkül

### 1967
- Lengyel Péter: Két sötétedés
- Kalász László: Szánj meg, idő!
- Csőke Pál: A tett marad

### 1968
- Jókai Anna: 4447. Regény
- Gulyás János: Séta az időben
- Gutai Magda: Zászló a hóban
- Kunszabó Ferenc: A hegy alatt
- Győri László: Ez a vers eladó

### 1969
- Naponta más. Fiatal prózaírók antológiája; szerk. Gáll István
- Utassy József: Tüzem, lobogóm. Versek. 1962-67
- Keszthelyi Rezső: Vonalak kertje
- Csala Károly: Vers boldognak, boldogtalannak
- P. Horváth László: A márciusi hold

## Új termés(1989-1992)
- Zana Zoltán: Ünnep; 1989 (Új termés. Vers) ISBN 963-14-1543-0
- Tábori Zoltán: Üzlet. Novellák; 1989 (Új termés. Próza) ISBN 963-14-1331-4
- Szilágyi Eszter Anna: Babagond; 1989 (Új termés. Vers) ISBN 963-14-1452-3
- Babics Imre: A Kék Ütem Lovagrend; 1989 (Új termés. Vers) ISBN 963-14-1456-6
- Magyar László András: Idill; 1989 (Új termés. Vers) ISBN 963-14-1530-9
- Aranyi László: (Szellem)válaszok; 1990 (Új termés. Vers) ISBN 963-14-1645-3
- Kántor Zsolt: Aggályok; 1992 (Új termés. Vers) ISBN 963-14-1858-8